# Geografija Grčije
Grčija je država v jugovzhodni Evropi. Na severu meji na Albanijo, Severno Makedonijo in Bolgarijo; na vzhodu s Turčijo, na vzhodu jo obdaja Egejsko morje, na jugu Kretsko in Libijsko morje, na zahodu pa Jonsko morje, ki ločuje Grčijo od Italije.
Državo sestavljajo gorska, polotočna celina, ki štrli v Sredozemsko morje na skrajnem južnem koncu Balkana in dva polotoka, ki gledata iz njega: Halkidika in Peloponez, ki ga s celino povezuje most preko Korintskega prekopa. Grčija ima tudi veliko otokov različnih velikosti. Največji so Kreta, Evbeja, Lezbos, Rodos, Hios, Kefalonija in Krf; skupine manjših otokov in otočij so Dodekanez in Kikladi. Po podatkih CIA World Factbook ima Grčija 13.676 kilometrov dolgo obalo, ki je največja v Sredozemskem morju.
Zemljepisna širina Grčije se giblje od 35°S do 42°S, njena zemljepisna dolžina pa od 19°E do 28°E. Zaradi tega in njene fizične geografije ima država precejšnje podnebne razlike.

## Fizična geografija
Grčija leži v jugovzhodni Evropi in meji na Jonsko morje in Sredozemsko morje. Je polotoška država z arhipelagom približno 3000 otokov.
Ima skupno površino 131.957 km², od tega je kopno 130.647 km², notranje vode (jezera in reke) pa 1310 km². Kopenske meje z Albanijo (212 km), Severno Makedonijo (234 km), Bolgarijo (472 km) in Turčijo (192 km) skupaj merijo približno 1110 km. Od celotnega ozemlja države je 83,33 % ali 110.496 km² celinskega ozemlja, preostalih 16,67 % ali 21.461 km² pa otoškega ozemlja. Ima izključno ekonomsko cono s 505.572 km², in je 53. največja.
Grška obala meri 13.676 km.
80 % Grčije je gorate. Pindsko gorstvo leži čez središče države v smeri od severozahoda proti jugovzhodu, z največjo nadmorsko višino 2637 m. Razširitve istega gorovja se raztezajo čez Peloponez in pod vodo čez Egejsko morje, tvorijo številne Egejske otoke, vključno s Kreto, in se združujejo z gorovjem Taurus v južni Turčiji. Srednja in zahodna Grčija vsebujeta visoke in strme vrhove, ki jih sekajo številni kanjoni in druge kraške pokrajine, vključno s sotesko Meteora in Vikos – slednja je sorazmerno s svojo širino najgloblji kanjon na svetu in tretji najgloblji za Copper Canyonom v Mehiki in Grand Canyon v Združenih državah Amerike, ki se navpično spušča za več kot 1100 metrov.
Olimp je najvišja točka v Grčiji z nadmorsko višino 2917 m, in je 7. najvišja in 9. gora po relativni višini v celinski Evropi (skupaj z Gerlachovský štít in vključno z Großglocknerjem kot ločeno goro). Rodopi tvorijo mejo med Grčijo in Bolgarijo; to območje je pokrito z velikimi in gostimi gozdovi.
Ravnine najdemo v vzhodni Tesaliji, v Osrednji Makedoniji in v Trakiji.

### Ekstremne višine
- Najvišja točka: Olimp: 2917 m
- Najnižja točka: Epitalio: −6 m

### Skrajne točke Grčije
Skrajne točke Grčije so:
- Sever: vas Ormenio (41°45′41″ S, 26°13′15″ V)
- Južno: otok Gavdos (34°48′11″ S, 24°07′25″ V)
- Vzhod: otok Strongyli (36°06′17″ S, 29°38′39″ V)
- Zahod: otok Othonoi (39°51′11″ S, 19°22′41″ V)

### Naravni viri
Grčija ima znatna nahajališča nafte, magnetita, lignita, boksita, vodne energije, marmorja, apnenca. Stari Grki so uporabljali apnenec kot trajen gradbeni material v številnih stavbah, kot je Partenon. Grčija ima veliko morskega življenja z veliko ribami v svoji izključni ekonomski coni.

### Raba tal
- Njive: 19,71 %
- Trajni nasadi: 8,95 %
- Drugo: 71,37 % (ocena 2012)
- Namakana zemlja: 15.550 km² (2007)

### Celina
Celinska Grčija tvori najjužnejši del Balkanskega polotoka z dvema dodatnima manjšima polotokoma, ki štrlita iz njega: Halkidika in Peloponez. Severni del države obsega regiji Makedonija in Trakija. Na jugu se celina zoži in vključuje regije Epir, Tesalija in Srednja Grčija, kjer sta regija Atika in glavno mesto Atene. Nadaljnje proti jugu je manjši polotok Peloponez ločen od preostale grške celine s Korintskim in Saronskim zalivom, vendar ju povezuje Korintski prekop.
Celinska Grčija pokriva približno 80 % celotnega ozemlja in je večinoma gorata. Največje gorovje Grčije je Pindsko gorstvo, južni podaljšek Dinarskega gorstva, ki tvori hrbtenico grške celine in ločuje Epir od Tesalije in Makedonije. Najvišja gora v državi je Olimp, ki prav tako ločuje Tesalijo od Makedonije. Njegov najvišji vrh se dviga na 2918 m visoko, zaradi česar je drugi najvišji vrh Balkanskega polotoka za Musalo v pogorju Rila.
Število otokov se giblje med 1200 in 6000. Številka, ki se pogosto navaja v turističnih vodnikih, je 1425 otokov, od katerih naj bi bilo 166 naseljenih. Grška turistična organizacija poroča o številki 6000, od tega jih je 227 naseljenih. Paris Match pa to številko dvigne na 9841 otokov, od katerih je samo na 169 zabeležena stalna prisotnost človeka.
Grški otoki predstavljajo približno 20 % celotnega ozemlja države in se zelo razlikujejo tako po velikosti kot podnebju. Največji otok v državi je Kreta, Evbeja pa drugi največji. Drugi veliki grški otoki so Rodos in Lezbos v Egejskem morju ter Krf in Kefalonija v Jonskem morju. Številni manjši grški otoki tvorijo skupine ali verige, ki jih pogosto imenujemo arhipelagi, pri čemer sta opazna primera Kikladi in Sporadi v južnem oziroma osrednjem Egejskem morju.

#### Egejsko morje
Otoki Egejskega morja so med celinsko Grčijo na zahodu in severu, Anatolijo na vzhodu in otokom Kreto na jugu. Tradicionalno so otoki razvrščeni v sedem skupin, od severa proti jugu:
- Severnoegejski otoki
- Sporadi
- Evbeja
- Saronski otoki
- Kikladi
- Dodekanez (Južni Sporadi)
- Kreta

#### Jonski otoki
Jonski otoki so skupina sedmih otokov. Šest severnih otokov leži ob zahodni obali Grčije v Jonskem morju. Drugi otok, Kitira, leži ob južnem koncu Peloponeza. Kitira je del sodobne upravne regije Atike in ne Jonskih otokov (Ionioi Nisoi). Jonski otoki se razlikujejo od zgodovinske regije Jonije, ki je danes del zahodne Turčije.

#### Kreta
Kreta je največji grški otok in drugi največji v vzhodnem Sredozemlju, takoj za Ciprom. Otok se razteza 260 km od vzhoda proti zahodu in 60 km od severa proti jugu na najširšem delu. Otok se zoži v regiji blizu Ierapetre, kjer je širok le 12 km. Kreta pokriva površino 8336 km², obala pa je dolga 1046 km. Na severu ga obdaja Kretsko morje, na jugu Libijsko morje, na zahodu  Mirtojsko morje in na vzhodu ob Karpatsko morje. Leži približno 160 km južno od grške celine.
Za Kreto je značilno gorovje, ki se prečka od zahoda proti vzhodu, sestavljeno iz treh različnih podvrst:
- Bele gore ali Lefka Ori (2452 m);
- pogorje Ida (Psiloritis (35°11′N 24°49′E / 35.18°N 24.82°E) 2456 m);
- Gorovje Dikti (2148 m)

Ti obsegajo rodovitne planote, kot so Lasiti, Omalos in Nidha; jame, kot sta Diktaion in Idaion; in soteske, kot je soteska Samariá. Zavarovano območje soteske Samariá je dom kretske koze ali kri-kri, medtem ko ogroženi brkati ser živi v kretskih gorah in soteskah.

## Okolje
Grčija je večinoma gorata država z zelo dolgo obalo, polno polotokov in otokov.
Med naravne nevarnosti v Grčiji so hudi potresi, poplave, suše in požari v naravi. Trenutna okoljska vprašanja v Grčiji vključujejo onesnaževanje zraka in vode.

## Podnebje
Podnebje Grčije je blago. Na obali in otokih prevladuje sredozemsko podnebje, v goratih predelih notranjosti pa celinsko podnebje. Poletja so vroča in suha, zime pa hladne in vlažne. Poletje je brez dežja in sezona skoraj brez oblakov traja približno tri mesece. V juliju in avgustu se temperatura običajno dvigne okoli 30–35 °C in celo nad 40 °C. V vzhodnem delu države in zlasti na otočju poleti piha hladilni eteški veter, v velikih mestih, kot so Atene, pa lahko postane zelo vroče. Veter je lahko na trenutke zelo močan, kar oteži jadranje.
Posebnost grškega vremena je velika količina sonca. Tudi pozimi je na voljo pet ur, poleti pa do 12–14 ur na dan. Deževje se večinoma pojavlja pozimi. Sneg lahko najdemo povsod v Grčiji, vendar je na otočju redek. V nižinah sneg skorajda ne ostane na tleh. Na vrhovih najvišjih gora sneg ostane še dolgo v poletje. Pomlad in jesen sta kratki vmesni sezoni, ko je vreme spremenljivo.
Obsežni gozdni požari povzročajo težave skoraj vsako leto pozno poleti. Včasih povzročijo obsežne evakuacije in celo smrti.